# 克瑙德爾山
47°06′02″N 12°36′18″E / 47.100559°N 12.605018°E
克瑙德爾山（德語：Knaudl），是奧地利的山峰，位於該國西部，由蒂羅爾州負責管轄，屬於格拉納特山脈的一部分，海拔高度2,936米，每年平均降雨量2,073毫米，人類在1894年首次登頂。